# حظار

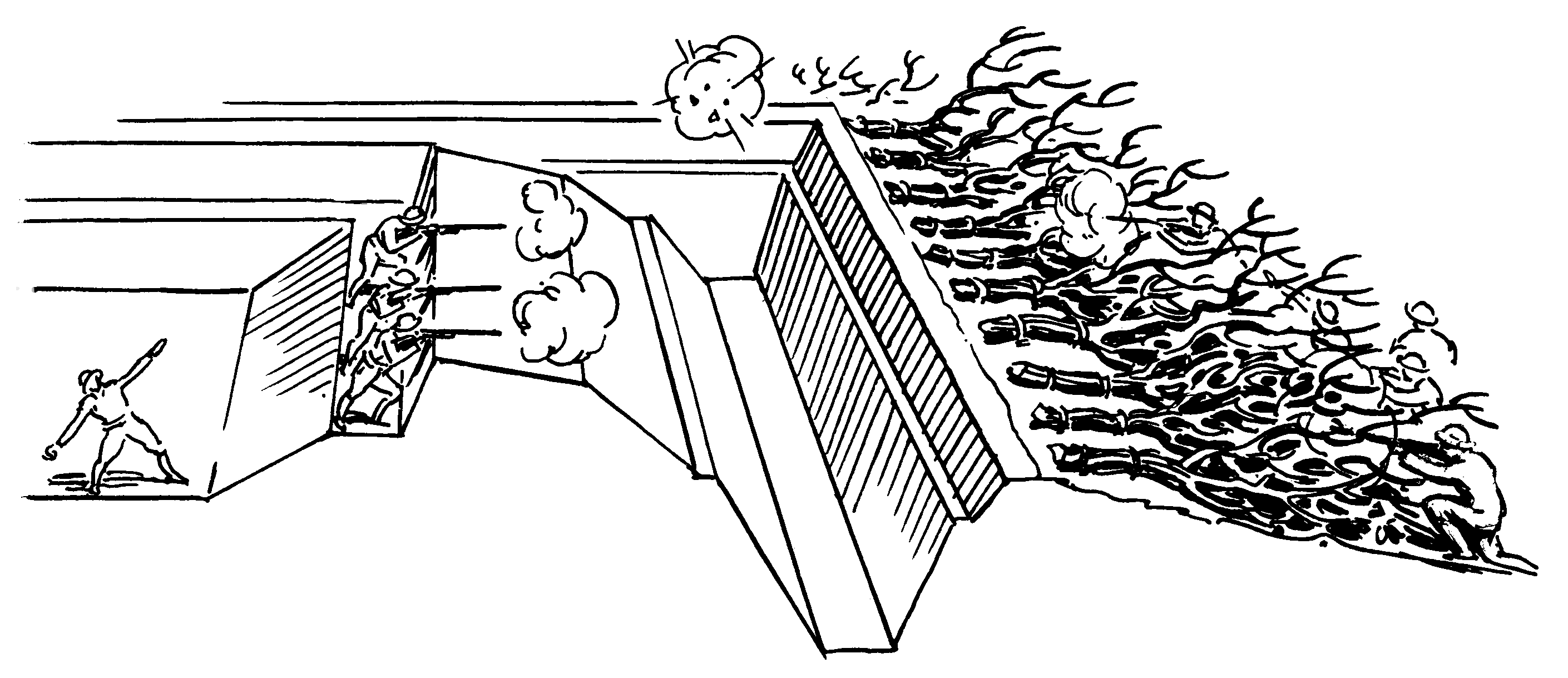
تستخدم الحظارات في الحرب للتمكن من إبقاء تقدم العدو تحت النار لأطول فترة ممكنة.

الحِظار (بالإنجليزية: Abatis)‏ هو نوع من التحصينات وهو خط الدفاع متكوّن من الأشجار والأشياء الحادّة لردع العدو. ويستخدم الحظار عوائق من الأشجار مقطوعة, مرتبة بشكل صفوف (في العصور الحديثة) وكجذوع مقطوعة ومسننة, يسد به الطريق وحدها أو بالاشتراك مع التشابكات من الأسلاك وغيرها من العوائق.

## صور

رمز الحظار حسب جيش الولايات المتحدة
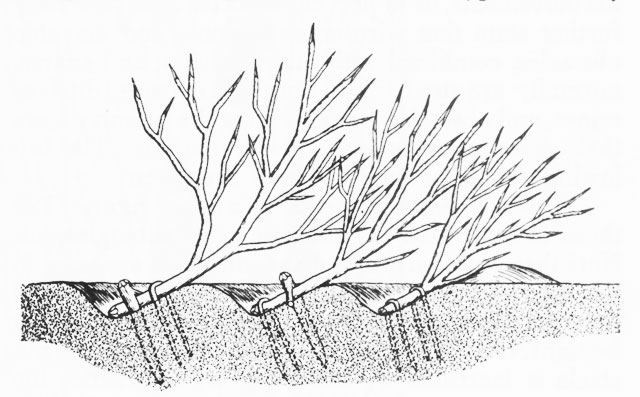
حظار مرتجل من قبل القوات اليابانية خلال الحرب العالمية الثانية من الأشجار المقطوعة
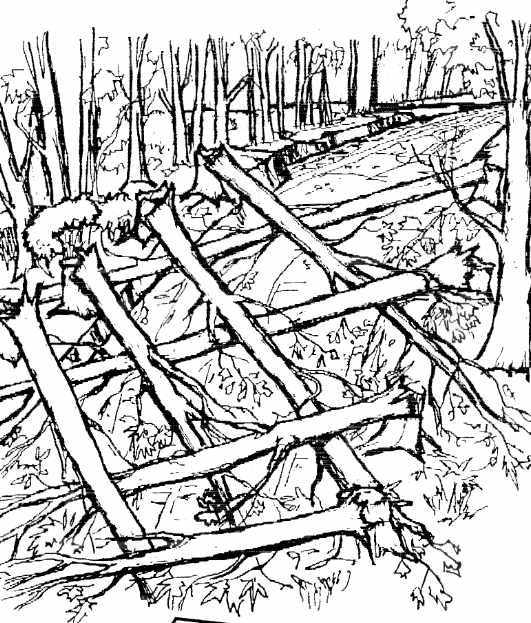
حظار عملاق يشكل عائق من الأشجار المقطوعة يسد به الطريق يمكن أن يكون عقبة فعالة مضادة للمركبات. ويمكن تحقيق هذا مع تشكيل باستخدام المتفجرات، لاحظ تشقيق الجذوع.